# Yang (cognome)
Yang (양, 량?, 揚, 杨, 梁, 楊, 樑, 樣, 洋, 粱, 陽?) è un cognome di lingua coreana.

## Possibili trascrizioni
Lyang, Ryang.

## Origine e diffusione
Il nome della famiglia Yang può essere scritto con quattro hanja diversi, indicando significati diversi. Il censimento sudcoreano del 2000 ha rilevato un totale di 486.645 persone in 151.315 famiglie con questi cognomi.
Si tratta del 22º cognome per diffusione in Corea secondo i dati del Korean National Statistics Office del 2015. Nel Paese è portato da circa 530554 persone.

### Hanja che significa "ponte" (梁 o 樑)
Deulbo Yang (들보 양, 梁), che significa "ponte", è di gran lunga il più comune dei quattro cognomi hanja letti Yang, utilizzato da 389.152 persone in 120.534 famiglie. Ciò lo ha reso il 25º cognome più comune tra i 288 cognomi distinti dal censimento del 2000. Inoltre, altre 3.254 persone in 960 famiglie utilizzavano la forma variante (樑, con un radicale "albero" aggiunto a sinistra); solo quella variante era il 144º cognome più comune. Sono presenti 32 differenti bon-gwan:
- Namwon, Jeolla settentrionale: 218.546 persone in 67.691 famiglie.[1] Affermano di discendere da Yang U-ryang (梁友諒), un discendente dell'antenato del clan Jeju Yang Yang Eul-na che arrivò a Namwon durante il regno di Gyeongdeok di Silla.[3]
- Jeju: 133.355 persone in 41.169 famiglie.[1] Affermano di discendere da Yang Eul-na (梁乙那) del regno di Tamna nell'odierna Jeju, il cui cognome era originariamente un altro carattere (良). Yang Sun (梁洵), un discendente di Yang Eul-na, arrivò poi a Silla durante il regno del re Sinmun, e i clan Namwon e Cheongju successivamente si ramificarono dal clan Jeju.[3][4]
- Namyang (oggi Hwaseong, Gyeonggi): 7.280 persone in 2.173 famiglie. Questo è il bon-gwan riportato da quasi tutte le persone (3.211 persone in 957 famiglie) che usavano la forma variante 樑; altri hanno riportato un bon-gwan diverso, mentre altri 41 non hanno segnalato alcun bon-gwan.[1]
- Cheongju, Chungcheong settentrionale: 8.499 persone in 2.649 famiglie.[1]
- Gyeongju, Gyeongsang settentrionale: 6.274 persone in 1.990 famiglie.[1]
- Altri bon-gwan o non dichiarati: 15.171 persone in 4.862 famiglie.[1]

### Hanja che significa "salice" (楊)
Beodeul Yang (버들 양, 楊), che significa "salice", è il secondo più comune dei quattro cognomi hanja letti Yang, utilizzato da 93.416 persone in 29.558 famiglie. Ciò lo ha reso il 55º cognome più comune nel censimento del 2000.

### Hanja che significa "assistere" (襄)
Doul Yang (도울 양, 襄), che significa "assistere", è il meno comune dei quattro cognomi hanja letti Yang, utilizzato da 823 persone in 263 famiglie. Ciò lo ha reso il 182º cognome più comune nel censimento del 2000. Il censimento non riportava alcun bon-gwan per questo cognome.

## Persone
- Yang Dong-geun, cantante sudcoreano
- Yang Dong-hyun, calciatore sudcoreano
- In Mo Yang, violinista sudcoreano